# Koeru-Sendemast
Der Koeru-Sendemast (est. Koeru telemast) ist ein 349 Meter hoher, seilverankerter Sendemast zur Verbreitung von UKW- und TV-Programmen in Koeru in Estland. Der 1976 errichtete Koeru-Sendemast ist das höchste Bauwerk in Estland. Zur Spitze werden die Touristen mit dem kleinen Aufzug gebracht. In dem nach sowjetischen Normen gebauten zweistöckigen Gebäude am Fuße des Sendemasts befinden sich Fernseh- und Radiogeräte aus verschiedenen Epochen.